# جرکارتسه
جرکارتسه (به صربی: Đerekarce) یک منطقهٔ مسکونی در صربستان است که در ترگوویشته واقع شده‌است. جرکارتسه ۱۵۶ نفر جمعیت دارد.